# Little Haiti

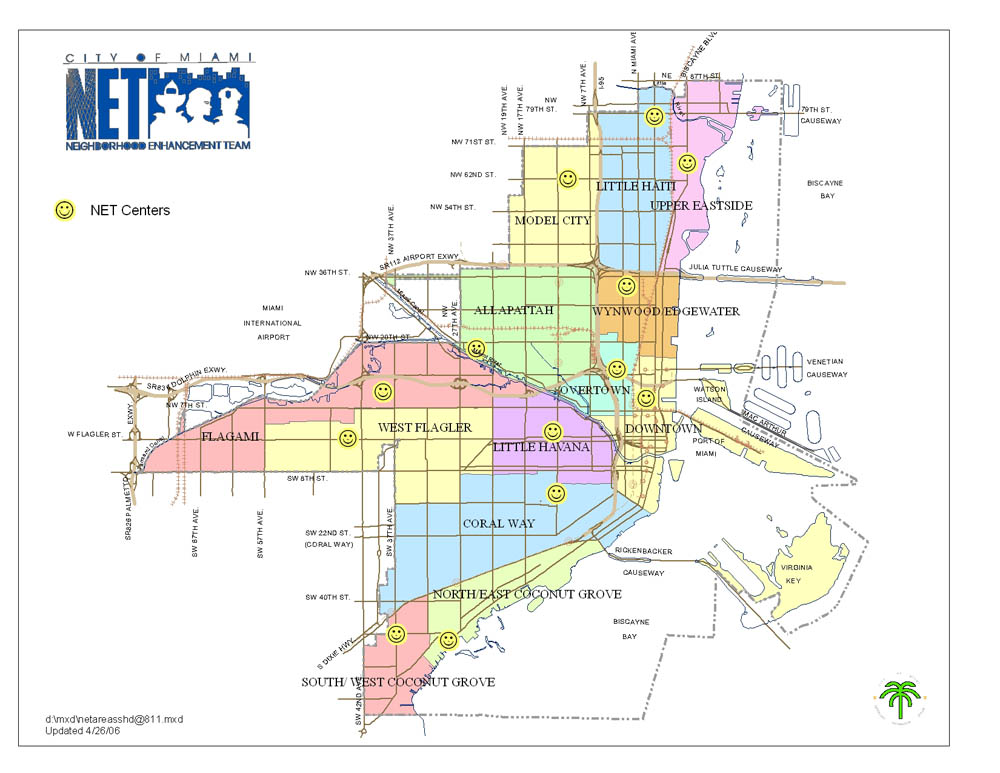
Localisation du quartier de Little Haiti à Miami.

Little Haiti (en français : La Petite Haïti ou Petit Haïti) est un quartier de la ville de Miami aux États-Unis.

## Historique
Au cours des années 1960 avec le régime dictatorial des présidents François Duvalier et Jean-Claude Duvalier (père et fils), de nombreux Haïtiens fuirent et émigrèrent vers le Canada notamment au Québec) et aux États-Unis principalement à New York et à Miami).
Dans les années 1970 puis 1980, le quartier de Lemon City devint avec le temps le lieu de résidence de la communauté haïtienne. Le quartier se francisa et prit le nom de Little Haiti.
Little Haiti est un des quartiers les plus pauvres de Miami. La criminalité y est importante en raison de la présence de gangs et de réseaux mafieux.
Néanmoins Little Haiti développa un dynamisme culturel important. "La Petite Haïti" est devenue le centre culturel de la diaspora haïtienne en Floride et un pôle de rayonnement de la culture haïtienne francophone. Une statue du héros national Toussaint Louverture fut même érigée au cœur de la cité, à l'angle de North Miami Avenue et de la 62e rue.
Les statistiques démographiques indiquent 65 % d'Afro-américains et 15 % d'hispanophones. Près de 20 % de la population ne parle pas anglais ou très peu.

## Personnalité haïtienne de Little Haiti
- Le père Gérard Jean-Juste qui y mourut en 2009.